# أوغادين (قبائل)

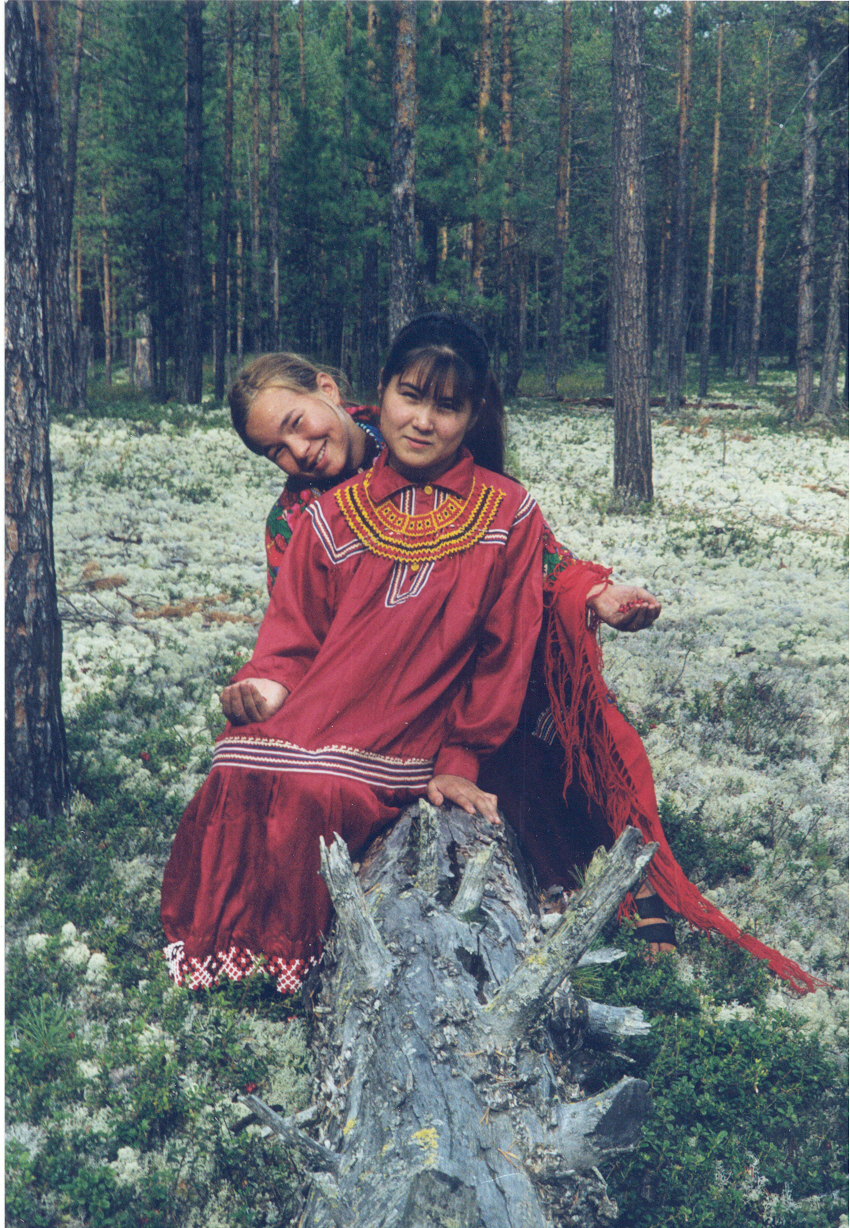

قبائل أوجادين تقطن الصومال وإقليم أوغادين وكينيا. تعتبر قبائل أوجادين أحد بطون قبيلة دارود وهي قبيلة كبيرة تقطن في إقليم أوغادين وإقليم NFD وكذلك في الأجزاء الجنوبية من الصومال وهي قبيلة ثرية.
تنقسم قبيلة أوجادين إلى فخذين كبيرين هما مقابل (فخذ) وميرولال. وتعتبر الأخيرة من أكبر الفخوذ في هذه القبيلة.
وهذه العشيرة هي حاملة لواء الشعر في المجتمع الصومالي ولا ينازعها أحد.
لقد دافعت هذه العشيرة عن تماسك الصومال مرارا وتكرارا، وأنقذت من نظام زياد بري الكثير من القلاقل والانقلابات على أمل أن يكون سببا لتحرير بقية الأراضي الصومالية إذ كانت سنده الرئيسي، إلا أنها تخلت عنه جزئيا في نهاية المطاف، عندما رأت أن الشعب الصومالي لفذ هذا النظام وأن نجمه قد أفل، وعندما يئست من اصلاحه أو تغييره، مما أسرع سقوطه.
وهذه العشيرة هي حجر أساس ووقود ومحرك فكرة الصومال الكبير. وكانت. العمود الفقري في كل الجبهات النضالية الصومالية في العصر الحديث وفي كل الأنشطة القومية أو الإسلامية البنّاءة للمجتمع الصومالي، من حركة السيد محمد عبد الله حسن(1899-1921)، ورابطة الشباب الصومالي(1943-1960)، إلى وجبهة تحرير أوغادين(1984-...)، والمحاكم الإسلامية. ولم تشارك الحروب الأهلية مشاركة تذكر، وأصبحت مناطقها ملاذا آمنا للفارين من الاقتتال. ولقد ضحّت مصالحا القبلية ووقفت أمام التوسع الإثيوبي، محاولة منها بعثرت أوراق العدو للسيطرة على الصومال، وواصلت الأنشطة النضالية التي تهدف بناء الصومال الكبير في هذه الظروف الحالكة.
من أهم أمراء هذه العشيرة الذين استطاعوا توحيد الصومال تحت امرتهم الأمير نور عبوري (الخانق). والسيد محمد عبد الله حسن(قاهر المستعمرين). وقد ضعفت دولة أوجادين بعد ذلك. ثم آلت القيادة النضالية والسياسية إلى قواد بارزين، الذين كانوا قادة النضال على مستوى القرن الإفريقي؛ مثل (مختل طاهر)"أبو النضال في إقليم أوغادين"